# الکساندر بوتلر
الکساندر رابینسون بوتلر (Alexander Robinson Boteler) (زادهٔ ۱۶ مه ۱۸۱۵- درگذشتهٔ ۸ مه ۱۸۹۲)، مزرعه‌دار قرن نوزدهم بود که بعداً بازرگان شد به همین‌گونه هنرمند، نویسنده، حقوق‌دان، افسر کنفدراسیون، بشردوست و سیاستمدار از شفردزتاون بود، شهری که در ابتدا در ویرجینیا واقع بود و در جنگ داخلی آمریکا به ویرجینیای غربی تبدیل شد.

## اوایل زندگی و تحصیلات
الکساندر در سال ۱۸۱۵ در شفردزتاون ایالت ویرجینیا (ویرجینیای غربی فعلی) در خانوادهٔ هلن رابینسون پیشین و شوهراش  هنری بوتلر (۱۷۷۹–۱۸۳۶) به‌دنیا آمد. چارلز ویلسون پیل، پدربزرگ مادری الکساندر بوتلر یک نقاش، سپاهی و طبعیت‌شناس بود. زمانی‌که بوتلر پنج ساله بود مادرش فوت نمود و پدرش او را به بالتیمور فرستاد تا سن یازده سالگی، توسط پدر بزرگ‌اش بازرگان الکساندر رابینسون بزرگ شود. وی آموزش خصوصی مناسب کلاس خویش را فرا گرفت و حتی با سرلشکر لافایت در جریان سفرش به ایالات متحده ملاقات نمود. بوتلر در سال ۱۸۳۵ از کالج پرینستون فارغ شد بعد به ویرجینیا برگشت.
الکساندر بوتلر در سال ۱۸۳۶ در نیوجرسی با هلن ماکومب استاکتون (۱۸۱۵–۱۸۹۱) ازدواج نمود، آنها یک پسر به‌نام الکساندر بوتلر جونیور (۱۸۴۲–۱۸۹۳؛ که در دانشگاه ویرجینا درس خواند و لکنت زبان داشت) و چندین دختر داشتند به‌نام‌های الیزابت استاکتون شفرد (۱۸۳۷–۱۸۶۶؛ که همسراش معمار رزین دیویس شفرد در سال ۱۸۶۲ درگذشت)، آنجلیکا جیل بوتلر دایدر (۱۸۳۹–۱۹۱۲؛ بیوه هنری دایدر)؛ هلن ماکومب بوتلر پندلتون (۱۸۴۰–۱۹۱۴؛ خانم سی.اس. ای کاپیتان دودلی دایگز پندلتون) و چارلوت بوتلر جانسون (۱۸۴۴–۱۸۹۹؛ بیوهٔ جورج ام. جانسون). هنری بوتلر (۱۸۱۷–۱۸۴۷) برادر جوانتر بوتلر که با آن هاریس مورگان بوتلر ازدواج نمود، پسران‌اش به‌نام‌های هنری بوتلر و چارلز پیل بوتلر داوطلبانه به توپ‌خانهٔ راکبریج شرکت نمودند و به زودی الکساندر بوتلر جونیور پسر برادر آن‌ها (که در آغاز به عنوان سرباز در پیاده‌نظام دوم ویرجینیا نام‌نویسی کرد اما در توپ‌خانهٔ راکبریج به درجه ستوانی رسید و بعد به‌عنوان افسر فرمان در جاهای مختلفی خدمت نمود) به آن‌ها پیوست. تمامی آن‌ها با وجودی که چندین مرتبه زخمی شدند، اما از جنگ جان سالم بدر بردند.

## حرفه
پس از مرگ پدرش در سال ۱۸۳۶، الکساندر بوتلر یک مزرعه و یک خانه («فونتین راک») و بدهی‌های قابل ملاحظه‌ای را به میراث برد که به همکاری میراث خانم‌اش و به همین‌گونه پدربزرگ‌اش رابینسون این بدهی‌ها را پرداخت نمود. وی همچنین در طول زندگی‌اش از فناوری کشتی بخار (که در زمان کودکی در رودخانهٔ پوتوماک در شفردزتاون آن را دیده بود) و از جیمز رامسی مخترع، دفاع کرد. پدر الکساندر و جورج رینولدز یک آسیاب سمنت نیز ساخته بودند و سنگ آهک رایج منطقه را به‌منظور ساخت کانال چیسپاسیک و اوهایو که در نزدیکی آن قرار داشت و همچنین ساختمان‌های واشینگتن دی. سی و پائین رودخانهٔ جورج‌تاون (یا پائین کانال) خرد می‌نمود. در سال ۱۸۳۵ هنری بوتلر سهم خویش را به شریک خود فروخت اما الکساندر بوتلر در سال ۱۸۴۶ آسیاب را از رینولدز خرید و تا اوت سال ۱۸۶۱ زمانی‌که توسط نیروهای اتحادیه ویران گردید، آن را اداره نمود.
بوتلر با استفاده از «برش گندم» برای درو و برداشت محصول عمدهٔ خود و همچنین استفاده از گرم‌خانه‌ها به منظور عرضه محصولات به بازار، به‌عنوان یک کشاورز مترقی شناخته شد. او مواشی، گاو و گوسفند نیز داشت و پیوند انواع مختلف درختان میوه و خسته‌باب یا آجیل را آزمایش کرد. بوتلر به تأسیس انجمن کشاورزی شهرستان جفرسون کمک نمود و در سال ۱۸۵۰ رئیس آن شد. در نمایشگاه کشاورزی ایالت اوهایو، انجمن کشاورزی وادی شیناندوه و انجمن کشاورزی هیگرزتاون در مریلند، در رابطه با تکنیک‌های کشاورزی سخنرانی نمود. بوتلر در سال ۱۸۴۰ مالک ۱۳ برده بود که تا سال ۱۸۶۰ تعداد آن‌ها صرف به ۱۵ برده (که به جز از ۳ نفر تمامی آن‌ها بالغ بودند) افزایش یافت. این امر تا اندازه‌ای به‌خاطر امضاء یک اسکناس ۲۰٬۰۰۰ دلاری برای دوستش بود که او نکول نمود و بنابراین تقریباً نیمی از مزرعهٔ بوتلر در سال ۱۸۵۲ فروخته شد. به علاوه، هرچند که با تکمیل مسیر خط آهن بالتیمور و اوهایو نخست به مارتینزبرگ و بعد به ویلینگ در ویرجینیای غربی در سال ۱۸۵۳، ترافیک در کانال کاهش یافته بود، با آن‌هم وی کانال چیسپاسیک و اوهایو را حمایت مالی نمود. بوتلر یک هنرمند و نویسنده نیز بود. وی در سال ۱۸۶۰ کتاب مصوری را به‌نام «سفر من به باربکیو» (My Ride to the Barbecue) در مورد یک همایش مدنی مهم (احتمالاً مرتبط با کمپین سیاسی ذیل الذکر) که در ۱۱ سپتامبر سال آن را میزبانی کرد و طبق گزارش‌ها ۵۰۰۰ نفر در آن شرکت نموده بود، منتشر کرد.

### سیاست و یورش جان براون
بوتلر مجذوب و شیفته سیاست بود و عضو چندین حزب سیاسی کوچک و کم دوام بود. مدت کوتاهی دبیر ملی «حزب هیچ نمی‌دانم»، در ادوار دیگری عضو ویگ‌ها (نماینده در کنوانسیون ریچموند و گزینش‌گر ریاست جمهوری در سال ۱۸۵۲)، بود و در سال ۱۸۶۰ دبیر ملی حزب اتحادیه قانون اساسی شد. در سال‌های ۱۸۵۳ و ۱۸۵۵ از تکت ویگ در رقابت با چارلز جی. فاکنر (که یک دموکرات بود) عضو برحال کنگره، شکست خورد اما در سال ۱۸۵۸ فاکنر (فاکنر در سال ۱۸۵۷ علیه ویلیام لوکاس عضو پیشین کنگره به رقابت پرداخت) را شکست داد. گزارش‌های در مورد وابستگی حزبی بوتلر متفاوت است: از «اپوزیسیون» گرفته تا عضو حزب آمریکایی (که یک حزب بومی‌گرا و مرتبط با حزب هیچ نمی‌دانم بود) یا به‌عنوان حزب ویگ، فعالیت نموده‌است.
در جریان یورش جان‌براون بر هاپرزفری، به‌محض شنیدن قیام احتمالی از یکی از دختران‌اش، با شتاب به هاپرزفری ده مایل پائین‌تر از خانه‌اش رفت و در آنجا در میان دیگران مصاحبه کرد و نقشه شورش را طرح‌ریزی نمود. بوتلر از سال ۱۸۵۹ تا زمان استعفااش پس از رأی ویرجینیا به جدایی در آوریل سال ۱۸۶۱، نمایندهٔ حوزه هشتم کنگره ویرجینیا در مجلس نمایندگان ایالات متحده بود. بوتلر در یک سخنرانی پرشور و نامدار در حین انعقاد مجلس در ژانویه سال ۱۸۶۰، خود را اتحادیه‌گرا اعلام نمود، همچنین مخالفت با بردگی را تقبیح نمود و آن‌های را که از یورش جان‌براون حمایت نموده بودند، به تشویق خونریزی که در هاپرزفری شاهد آن بود، متهم ساخت. بوتلر در ماه مارس سال ۱۸۶۱ با آبراهام لینکلن رئیس‌جمهور جدیداً انتخاب شده ملاقات نمود و تلاش کرد تا علیه لایحهٔ استفاده از زور نزد او لابی‌گری نماید. وی تقریباً یک‌ماه بعد استعفا نمود.

### جنگ داخلی آمریکا
بوتلر در حین بروز جنگ داخلی آمریکا از ویرجینیا و شیوه زندگی خود جانب‌داری کرد. در ارتش کنفدراسیون به‌خاطر سربازی نام‌نویسی کرد و درجه سرهنگی دریافت کرد. با این‌همه او غالباً متوجه مزاج ظریف و حساس خود بود و برعکس پسراش که در توپ‌خانهٔ راکبریج نام‌نویسی کرده بود، مدت نسبتاً کم سربازی کرد.
در سال ۱۸۶۱ بوتلر توسط کنوانسیون ویرجینیا به‌عنوان نماینده در کنگره موقت کنفدراسیون برگزیده شد. در اخیر همان سال، رأی‌دهندگان شهرستان جفرسون و سایر رای‌دهندگان حوزهٔ انتخابیه دهم کنگره ویرجینیا، بوتلر را به‌عنوان یک دموکرات نماینده حوزهٔ انتخابیه دهم ویرجینیا در مجلس نمایندگان ایالات فدرال انتخاب نمودند.